# Ignacio Graells
Ignacio Graells y Ferrer (Balaguer, 26 de enero de 1775-Caldas de Montbui, 1856) fue un médico español.

## Biografía
Nació en Balaguer (Lérida) el 26 de enero de 1775. Cursó sus estudios en dicha ciudad y en Huesca, Barcelona, Valencia y Madrid. Al concluir su carrera, en 1800, ejerció de médico titular en varios pueblos de La Rioja y luego en Carabanchel, donde se hallaba en la época de las oposiciones de 1817 para la plaza de director de los baños de Caldas de Montbui (Barcelona). Allí falleció en 1856 y fue enterrado en el cementerio local.
Practicó análisis, escribió memorias acerca de la hidrología médica, sobre mejoras profesionales, magnetismo, montepíos y estudió el manantial a su cargo. Desde el año 1826 al 1834 remitió a la Academia médico-práctica de Barcelona nueve memorias sobre distintos temas. Perteneció también a la Real Academia de Ciencias y Artes de Barcelona desde diciembre de 1833, de la que era miembro correspondiente. Fue invitado a desempeñar la cátedra de química de Francisco Carbonell al sufrir este un accidente de laboratorio.
Fue padre del naturalista y médico Mariano de la Paz Graells.